# Maximilian Renner (Zoologe)
Maximilian Renner (* 4. November 1919 in München; † 20. März 1990 ebenda) war ein deutscher Zoologe. Er beschäftigte sich vor allem mit der Sinnesphysiologie der Honigbienen und lehrte an der Ludwig-Maximilians-Universität München.

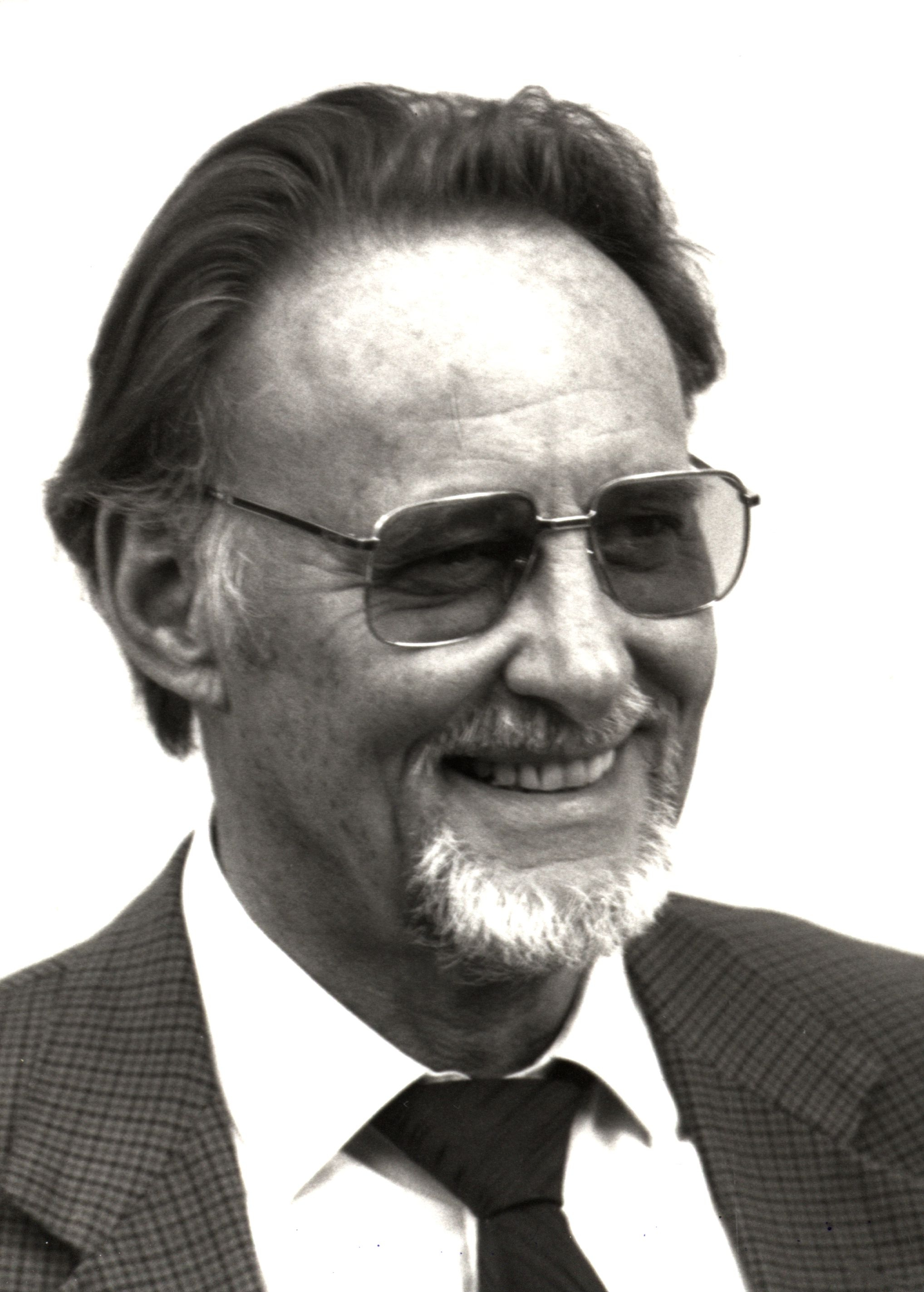
Prof. Maximilian Renner

## Leben
Renner studierte in München und wurde Assistent bei dem späteren Nobelpreisträger Karl von Frisch. Er führte dessen Forschungen über die Sinnesphysiologie der Honigbienen weiter. 1960 habilitierte er sich und wurde 1967 zunächst außerplanmäßiger Professor, dann bis zu seiner Pensionierung Professor und Leiter einer eigenen Arbeitsgruppe am Zoologischen Institut der LMU.
Renner war verheiratet und hatte zwei Töchter. Er starb am 20. März 1990 in München.

## Wirken
Renner gelang es erstmals, Honigbienen für Forschungszwecke in geschlossenen Räumen zu halten. Dadurch konnte er mit dem berühmten transatlantischen Versetzungsversuch das Zeitgedächtnis der Bienen nachweisen. Er trainierte in Paris Bienen in einem abgeschlossenen Raum so, dass sie täglich zu einer bestimmten Zeit (8:15) zum Sammeln flogen. Er transportierte das Bienenvolk per Flugzeug in einen identischen Raum nach New York, wo sie dann genau zur gleichen Zeit (8:15 Pariser Zeit) Futter suchten.
Renner untersuchte, teils mit seinen Schülern, neben vielen anderen Themen insbesondere Drüsen bei Bienen und deren Funktion.
Besondere Bedeutung hatten Renners Bearbeitungen der weit verbreiteten zoologischen Lehrbücher, „Kükenthals Leitfaden für das Zoologische Praktikum“ und das „Taschenlexikon Biologie und Ökologie der Insekten“, die Renner herausgab und teils über viele Auflagen immer wieder aktualisierte.
Renner war ein sehr engagierter und beliebter Hochschullehrer, der Generationen von Biologiestudenten mit seinen Kursen, Vorlesungen und Exkursionen prägte.